# Vespula vulgaris
A vespa-comum (Vespula vulgaris) é uma espécie de inseto himenóptero da família Vespidae, que se encontra em grande parte de Eurásia e que se introduziu na Austrália e Nova Zelândia. Com frequência diz-se que também está presente na América do Norte, que neste caso também se chama a vespa comum, mas um estudo de 2010 assinala que a população da América do Norte é uma espécie separada, Vespula alascensis.

## Descrição e identificação
Os trabalhadores adultos de Vespula vulgaris  medem entre 12 a 17 mm desde a cabeça até o abdomên, e pesam uns 84.1±19.0 mg, enquanto a rainha mede 20 mm de comprimento. Tem cores aposemáticos negros e amarelo; faixas amarelas paralelas e pontos e bandas negras negros em seu abdomên. As rainhas e fêmeas de Vespula vulgaris possuem uma aparência muito similar à das vespas alemãs (ou vespa europeia, Vespula germânica) exceto se observa-se a sua cabeça com detalhe, a cara de Vespula vulgaris não possui os três pontos negros da Vespula germanica. Por vezes, possui uma única marca negra em sua clypeus que pelo geral possui forma de âncora ou daga. No entanto, às vezes a identificação desta espécie pode ser difícil porque esta marca negra na sua clypeus algumas vezes pode não estar presente, a fazendo luzir de forma muito similar a Vespula germanica.
Ainda é mais difícil distinguir aos machos de diferentes espécies. Existem muito poucas diferenças entre os machos de Vespula vulgaris e Vespula germanica. A única identificação visível (e quase não distinguível sem ajuda de uma lupa) dos machos de Vespula vulgaris é a análise de seus genitais. Possuem o extremo do aedeagus com uma forma característica com processos laterais.
Os seus ninhos, com cerca de 30x35cm, geralmente estão no chão ou confinados a pequenos espaços nos edifícios e têm forma cónica e com pequena abertura escondida na parte de baixo.